# Lissonota hortorum
Lissonota hortorum là một loài tò vò trong họ Ichneumonidae.